# 乙硒醇
乙硒醇（分子式：CH3CH2SeH），是一種硒醇類的有機化合物，常见硒醇之一，结构上由乙醇中的氧原子被硒替代得到，但鍵角比乙硫醇小，約為91度，略比乙碲醇大。常溫下為無色透明油狀液体，微溶于水，以具有高度刺激性腐臭气味。
乙硒醇具高度揮發性，且有劇毒，誤食對身體有害。